# Хамза бен Ладен
Хамза бен Осама бен Мухаммед бен Авад бен Ладен (араб. حمزة بن أسامة بن محمد بن عوض بن لادن, більш знаний як Хамза бен Ладен; 1989 — прибл. 2017/2019) — син лідера Аль-Каїди Осами бен Ладена, член організації, народжений у Саудівській Аравії. Після ліквідації 2011 року батька його називали новим лідером Аль-Каїди.

## Молодість і сім'я
Народився 1989 року в Джидді, Саудівська Аравія. У січні 2001 року Хамза з батьком й іншими члени сім'ї відвідали весілля брата Мохаммеда бен Ладена в південному афганському місті Кандагар. На відео, знятому в провінції Газні в листопаді того ж року, видно, як Хамза і деякі його суродженці перебирають уламки американського гелікоптера і працюють разом з талібами.
У березні 2003 року стверджували, що Хамзу бен Ладена і його брата Сада бен Ладена поранили та взяли в полон у Рибаті, Афганістан. Зрештою повідомлення виявилося неправдивим. Проте Хамза бен Ладен й інші лідери Аль-Каїди шукали притулку в Ірані після терактів 11 вересня.
У 17 років одружився з дочкою високопоставленого члена Аль-Каїди Абдулли Ахмеда Абдулли.
У серпні 2018 року «Ґардіан» цитувала дядьків Хамаза, які сказали, що він одружився з донькою викрадача 11 вересня Мохамеда Атти. Однак брат Хамзи, Омар бен Ладен, спростував цю інформацію.

## Аль-Каїда
На відео 2005 року «Моджахеди Вазірістану» показано, як Хамза бен Ладен бере участь у нападі Аль-Каїди на пакистанські сили безпеки на племінних територіях на півдні Вазиристану між Афганістаном і Пакистаном. У вересні 2007 року повідомлялося, що він знову опинився на племінній території, яка охоплює прикордонний регіон Пакистану й Афганістану, займаючи провідну роль у силах Аль-Каїди.
У липні 2008 року на екстремістському ісламському вебсайті оприлюднили переклад вірша, нібито написаного Хамзою. У вірші він написав: «Прискорити знищення Америки, Британії, Франції та Данії». У відповідь британський депутат Патрік Мерсер назвав Хамзу бен Ладена спадкоємним принцом терору.
Вважається причетним до вбивства 2007 року колишньої прем'єр-міністрерки Пакистану Беназір Бхутто. Однак, згідно з допитом колишнього речника Аль-Каїди Сулеймана Абу Гайта, на момент вбивства Хамза перебував під домашнім арештом в Ірані і був звільнений не раніше 2010 року або 2011 року, коли його з родиною обміняли на іранського дипломата, утримуваного в Пакистані.
14 серпня 2015 року вперше випустив аудіопослання. Він закликав послідовників у Кабулі, Багдаді та Газі вести джихад або священну війну проти Вашингтона, Лондона, Парижа та Тель-Авіва.
Повідомлялося, що 11 травня 2016 року він випустив аудіопослання, присвячене питанням Палестини та громадянської війни в Сирії, у якому сказав: завдяки «благословенній сирійській революції» «звільнення» Єрусалиму стало більш імовірним. «Ісламська умма (нація) повинна зосередитися на джихаді в Аль-Шам (Сирія)… і об'єднати ряди моджахедів». «Більше немає виправдання для тих, хто наполягає на розділенні та суперечках тепер, коли весь світ мобілізувався проти мусульман».
У липні 2016 року ЗМІ повідомили, що на новому аудіопосланні Хамза погрожував США як помста за смерть батька. У 21-хвилинній промові під назвою «Ми всі — Усама» він сказав: «Ми продовжуватимемо завдавати вам ударів і націлюватимемося на вас у вашій країні та за кордоном у відповідь на ваші утиски щодо народу Палестини, Афганістану, Сирії, Іраку, Ємену та Сомалі і решти мусульманських земель, які не пережили вашого гноблення». «Щодо помсти ісламської нації за шейха Усаму, нехай Аллах помилується над ним, це не помста за Усаму, а помста для тих, хто захищав іслам». У травні 2017 року Ас-Сахаб опублікував запис Хамзи бен Ладена, який заохочував терористичні атаки проти західних цілей.
Ходили чутки, що 2017 року Хамза присягнув на вірність джихадській групі Джамаату Ансар аль-Фуркан у Білад аль-Шам. У світлі збільшення його впливу в Аль-Каїді у січні 2017 року США класифікували Хамзу бен Ладена як глобального терориста з особливою категорією. Це позначення фактично помістило його в чорний список, який спрямований на обмеження його пересування й економічних можливостей.
У травні 2017 року з'явилось відео, у якому Хамза закликає послідовників здійснювати напади самотніх вовків на євреїв, американців, жителів Заходу та росіян будь-якими доступними для них засобами.
28 лютого 2019 року Державний департамент США запропонував винагороду в розмірі 1 мільйона доларів США за інформацію, яка дозволить ідентифікувати Хамзу або знайти його в будь-якій країні.
1 березня 2019 року Саудівська Аравія оголосила, що позбавила Хамзу громадянства королівським указом, підписаним у листопаді 2018 року.

## Травневий рейд 2011 року
Хамза був сином Хайрії Сабар, однієї з трьох дружин Усами бен Ладена, які жили в комплексі Абботтабад.

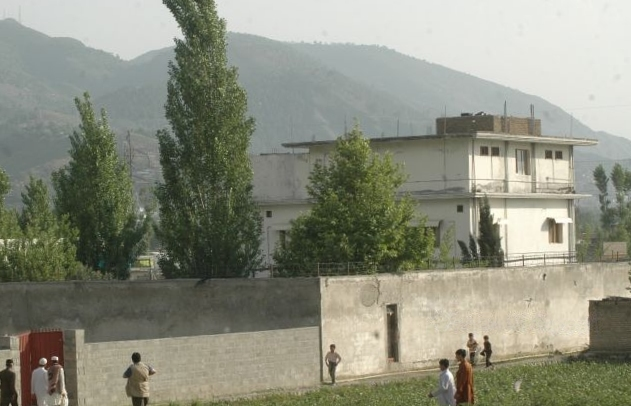
Останній дім Осами бен Ладена в Абботтабаді

Допит пакистанської розвідки вцілілих дружин Осами бен Ладена після рейду на комплекс в Абботтабаді показав, що Хамза був єдиною людиною, яка зникла безвісти. Серед загиблих і поранених його не було. Рейд, проведений DEVGRU, був ретельним: інфрачервона технологія, а також наземні війська були впевнені, що ніхто з території комплексу не втік. Не було прихованих вихідних тунелів з комплексу.
У знайденому під час рейду листі, написаному Осамою бен Ладеном й адресованому його «начальнику штабу» Атії Абд аль-Рахману, пише про своє бажання, щоб син Хамза здобув освіту в Катарі як релігійний науковець, щоб він міг «спростувати неправду та підозри, викликані навколо джихаду». У цьому ж листі підтверджується, що Хамзи уник рейду, бо його не було в Абботтабаді. Листи з комплексу також підтвердили, що Осама, очевидно, готував сина як свого спадкоємця після смерті 2009 року старшого брата Хамзи Сада бен Ладена під час удару безпілотника США.

## Смерть
31 липня 2019 року «Еью-Йорк таймс» й інші інформаційні організації процитували неназваних американських чиновників, які заявили, що Хамзу вбили в перші два роки правління Трампа, яке почалося 20 січня 2017 року. На той момент розвідувальні служби не змогли підтвердити його смерть, і в лютому 2019 року Державний департамент США призначив винагороду в 1 мільйон доларів за інформацію, яка дозволить визначити його місцеперебування. 14 вересня 2019 року президент США Дональд Трамп підтвердив, що Хамзу вбили під час антитерористичної операції США в регіоні Афганістан/Пакистан. Інші подробиці не розголошувалися.
Афганський журналіст Білал Саварі заявив, що Хамзу, напевно вбили в районі Геру провінції Газні в Афганістані.
Маріам, вдову Хамзи та дочку єгипетського високопоставленого члена Аль-Каїди Абдулли Ахмеда Абдулли (псевдонім Абу Мухаммед аль-Масрі), вбили у серпні 2020 року в Тегерані, Іран, разом з батьком. Однак Іран це заперечив.